# Central sierra miwok
Le central sierra miwok (miwok central de la sierra) est une langue amérindienne de la famille des langues miwok, de la branche des langues miwok orientales, parlée aux États-Unis, au pied de la Sierra Nevada, le long des rivières Tuolumne et Stanislaus, dans le Nord de la Californie.
La langue est quasiment éteinte.